# Nancy Kress
Nancy Kress (Buffalo, 1948. január 20. –) amerikai Nebula-díjas és Hugo-díjas sci-fi-szerző.

## Élete
East Aurorában nőtt fel. A tanulmányai Plattsburghban és Brockportban után általános iskolai tanárként dolgozott. 1973-ban Rochesterbe költözött. 2008/09-ben a Lipcsei Egyetemen tanított.

## Művei

### Beggars
- - Beggars in Spain, 1991
  - Beggars in Spain, 1993
  - Beggars and Choosers, 1994
  - Beggars Ride, 1997

### Probability
- - Probability Moon, 2000
  - Probability Sun, 2001
  - Probability Space, 2002

### Crossfire
- - Crossfire, 2003
  - Crucible, 2004

### "Yesterday’s Kin"
- - Tomorrow’s Kin, Tor, 2017
  - If Tomorrow Comes, Tor, 2018

### Egyéb
- - 1981: Prince of the Morning Bells
  - 1984: The Golden Grove
  - 1985: The White Pipes
  - 1985: The Price of Oranges
  - 1987: An Alien Light
  - 1989: Brainrose
  - 1993: The Aliens of Earth
  - 1996: Oaths and Miracles
  - 1998: Stinger
  - 1998: Dynamic Characters
  - 1999: Yanked
  - 2003: Nothing Human
  - 2008: Dogs
  - 2008: Nano Comes to Clifford Falls and Other Stories
  - 2009: Steal Across the Sky
  - 2020: Sea Change

### Magyarul
- Váltóláz; ford. Antal Ferenc; Mima, Budapest, 2005
- Eskük és csodák; ford. Antal Ferenc; Mima, Budapest, 2007
- Robert Lanza–Nancy Kress: A megfigyelő; ford. Boreczky Katalin, Szente Mihály; Metropolis Media, Budapest, 2024 (Galaktika fantasztikus könyvek)

## Fordítás
- Ez a szócikk részben vagy egészben  a   Nancy Kress című német Wikipédia-szócikk fordításán alapul.  Az eredeti cikk szerkesztőit annak laptörténete sorolja fel. Ez a jelzés csupán a megfogalmazás eredetét és a szerzői jogokat jelzi, nem szolgál a cikkben szereplő információk forrásmegjelöléseként.